# Летне-Золотицкое сельское поселение
Летне-Золотицкое сельское поселение или муниципальное образование «Летне-Золотицкое» — упразднённое муниципальное образование со статусом сельского поселения в составе Приморского муниципального района Архангельской области России.
Соответствует административно-территориальной единице в Приморском районе — Летне-Золотицкому сельсовету.
Административный центр — деревня Летняя Золотица. Адрес: 163556 Архангельская область, Приморский район, д. Летняя Золотица, ул. Нижняя, д.2

## География
Летне-Золотицкое поселение находилось на Летнем берегу и севере Онежского берега Онежского полуострова, на северо-западе Архангельской области. В двадцати километрах к северу от Летней Золотицы в Белом море находится остров Жижгинский, ещё дальше — Соловецкие и Анзерские острова. Граничит с Лопшеньгским сельским поселением на востоке и с Покровским сельским поселением Онежского района на юге.

## История
Муниципальное образование было образовано в 2006 году.
В 2015 году сельское поселение было упразднено и влито в состав Пертоминского сельского поселения согласно Закону Архангельской области от 28 мая 2015 года № 289-17-ОЗ.
Поселения на месте Летней Золотицы в виде неолитических стоянок образовывались во втором тысячелетии до нашей эры. Муниципальное образование «Летне-Золотицкое» было образовано в 2006 году. Летняя Золотица несколько веков была центром Золотицкой волости. До 1478 года Золотицкая волость принадлежала Новгородской земле, затем вошла в Турчасовский стан Каргопольского уезда Московского государства. В начале XVI века Соловецкий монастырь имел на её территории двор и угодья. С 1710 года Золотицкая волость относилась к Санкт-Петербургской губернии, а с 1727 года по 1780 год вновь входит в состав Новгородской губернии. С 1796 года волость является частью Онежского уезда Архангельской области. В историю вошла историческая оборона Пушлахты от интервентов в 1854 году во время Крымской войны. С 1924 года Летнезолотицкая волость Онежского присоединяется к Архангельскому уезду и вливается в Сюземскую волость. В 1929 году территория Летнезолотицкой волости входит в состав Северного края.
После 1946 года колхоз «Сталинский путь» соединился с Золотицким колхозом. После 1950 года посёлки заготовителей водорослей и рабочих по выработке продукции Кега, Лопатка, Конюхово и др. начали сокращать. Семьи из этих посёлков стали концентрироваться на острове Жижгин.

## Население
| 2005 | 2007 | 2010 | 2011 | 2012 | 2013 | 2014 |
| ---- | ---- | ---- | ---- | ---- | ---- | ---- |
| 264  | →264 | ↘239 | ↘238 | ↘226 | ↘212 | ↘211 |
| 2015 |      |      |      |      |      |      |
| ↘208 |      |      |      |      |      |      |

## Состав
В состав Летне-Золотицкого сельского поселения входили:
- д. Летняя Золотица
- д. Пушлахта
- д. Летний Наволок (Дураково)
- остров Жижгин
- маяк Орловский
- маяк Чесменский

### Карты
- Топографическая карта Q-37-25_26.